# Junge Freiheit
Die Junge Freiheit (JF) ist eine überregionale deutsche Wochenzeitung. Sie versteht sich als unabhängiges konservatives Medium. Politikwissenschaftler ordnen sie einem Grenzbereich zwischen Konservatismus und Rechtsextremismus zu und bezeichnen sie als Sprachrohr der Neuen Rechten.

## Geschichte

### Anfänge
Chefredakteur Dieter Stein gründete die Junge Freiheit im Mai 1986 in Freiburg im Breisgau ursprünglich als Organ für die Jugendorganisation der von Franz Handlos gegründeten Freiheitlichen Volkspartei (FVP). Sie erschien seit 1986 zunächst alle zwei Monate als parteilose Schüler- und Studentenzeitung mit einer Auflage von 400 Stück. 1990 gründeten zehn Hauptautoren die Junge Freiheit Verlag GmbH. Ab Januar 1991 erschien die Zeitung monatlich.

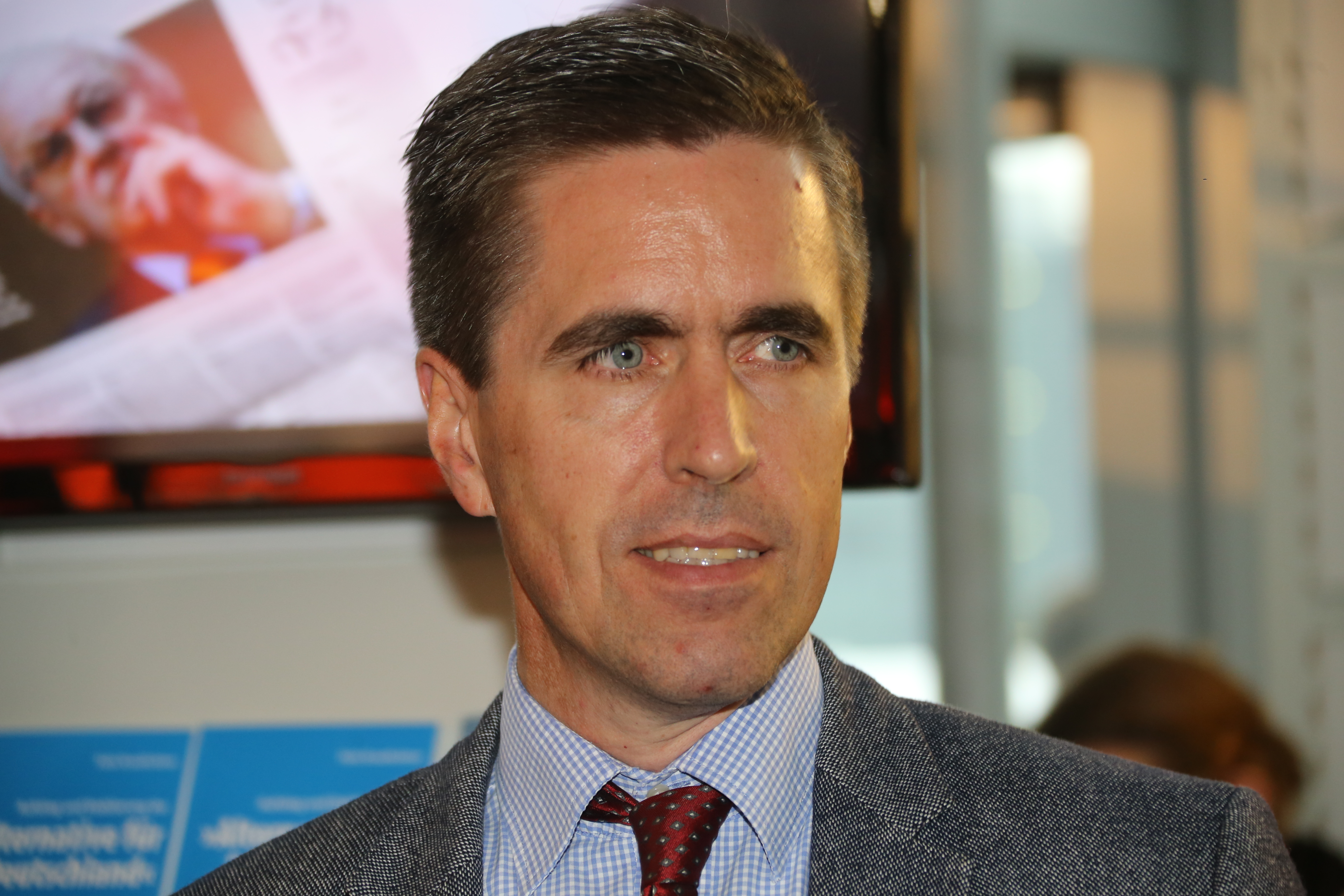
Dieter Stein, Gründer und Chefredakteur der Zeitung Junge Freiheit

In der Anfangsphase wurde das Blatt an den Universitäten vor allem durch Mitglieder von Burschenschaften vertrieben. Burschenschaften inserierten in der JF und stellten deren Leserschaft ihre Häuser zur Verfügung. Im Gegenzug warb die JF in den Burschenschaftlichen Blättern. So konnten in einigen Universitätsstädten durch Verteilung kostenloser Exemplare neue Leser gewonnen werden, die nach Aussage der JF innerhalb von zwei Jahren bis zu 50 JF-Leserkreise mit insgesamt rund tausend Teilnehmern bildeten. Anfang 1992 sprach Dieter Stein diesbezüglich von „Aktivitäten im nationalkonservativen vorpolitischen Raum“; der damalige Redakteur Hans-Ulrich Kopp beschrieb diese Kreise wie folgt:

„Erfreulich ist auch, dass parteipolitische Differenzen hier keinerlei Bedeutung haben und die von totalitären Parteistrategen gewünschte scharfe Abgrenzung zwischen CDU-Mitgliedern und Angehörigen rechtsgerichteter Gruppierungen nur mit einem Lächeln quittiert wird.“

Von 1993 bis 1995 veranstalteten die JF und ihre Leserkreise eine jährliche „Sommeruniversität“, für die auch CDU-Parteipolitiker wie Heinrich Lummer als Schirmherren fungierten. 1993 und 1994 wurde die „Sommeruniversität“ in Zusammenarbeit mit der Burschenschaft Danubia München und der Freiheitlichen Studenteninitiative Innsbruck durchgeführt. Tagungsleiter war Hans-Ulrich Kopp.
1993 beschlossen die Verlagsgründer den Ausbau zur Wochenzeitung und die Gründung einer Kommanditgesellschaft, an der die Leser Anteilsscheine erwerben konnten. Hierzu wurde 1995 die Junge Freiheit Treuhand GmbH in Berlin angemeldet. Die Komplementärin der KG war bis 2014 die Junge Freiheit Verwaltungs- und Beteiligungsgesellschaft mbH Potsdam (zuvor als Junge Freiheit Verlag GmbH firmierend). Als Gesellschafter mit ihren Anteilen wurden im Jahr 2000 unter anderem folgende Personen aufgeführt: Dieter Stein mit 73 Prozent, Sven Thomas Frank mit 8 Prozent und Peter Kienesberger mit 2 Prozent. Ende 2014 trat an die Stelle der alten Komplementärin die JUNGE FREIHEIT Entwicklungs-GmbH, an der Dieter Stein 100 % der Anteile hält.
Seit 1994 erscheint die JF wöchentlich.
Im August 1994 entließ Dieter Stein den JF-Redakteur Andreas Molau, nachdem dieser als zuständiger Redakteur einen Artikel des bisherigen JF-Kolumnisten Armin Mohler mit geschichtsrevisionistischen Thesen zum Holocaust veröffentlicht hatte. Mohler schrieb daraufhin nicht mehr für die Junge Freiheit.
Im Juni 1996 distanzierte sich die Redaktion von ihren Leserkreisen und erklärte eine Zusammenarbeit mit diesen für beendet.

### Anschläge und Kündigungen
Am 4. Dezember 1994 verübten Unbekannte einen Brandanschlag auf die Druckerei in Weimar, in der die Zeitung hergestellt wurde. Es entstand ein Schaden von mehr als einer Million Mark. Zu dem Anschlag bekannten sich „Revolutionäre Lesbenfrauengruppen und andere revolutionäre Gruppen“. Bei einem Raubüberfall auf die Druckerei wurden Tausende Abonnentenadressen gestohlen. Ein Abonnent in Norddeutschland habe daraufhin eine Rohrbombe in seinem Briefkasten gefunden. Anfang 1995 wurden am Redaktionshaus Stromleitungen durchtrennt und Rauchgasgranaten in ein Fenster geschleudert. Das Auto eines Redakteurs wurde durch Feuerlegung zerstört.
Kurze Zeit später verurteilten einige bekannte Persönlichkeiten aus der Politik, darunter Daniel Cohn-Bendit und Peter Gauweiler, den Anschlag. Die Täter wurden nicht gefasst.
Im Oktober 1995 zog die Redaktion von Potsdam nach Berlin in das Mosse-Zentrum im Berliner Zeitungsviertel. Nach einem Monat wurde dem Verlagsbüro gekündigt, worauf der Verlag 1996 nach Berlin-Wilmersdorf umzog.
Nachdem die Postbank im Januar 2001 dem Verlag die Konten gekündigt hatte, erreichte die Junge Freiheit im Folgemonat mit einem als überregionale Anzeige veröffentlichten „Appell für die Pressefreiheit“ die Rücknahme der Kündigung. Als die Leipziger Buchmesse die Zeitung 2006 wegen befürchteter Proteste gegen deren geplantes Jubiläumsfest von der Teilnahme ausschließen wollte, fand sie mit einem weiteren Appell erneut prominente Unterstützer.

### Weitere Entwicklungen
Im Juni 1996 ersetzte die deutsche Redaktion ihre Leserkreise durch den Förderkreis Freunde der Jungen Freiheit, um dadurch neue Abonnenten zu gewinnen. Die JF finanziert sich neben dem Verkaufs- und Abonnementerlös durch Anzeigen und Spenden. Seit 1996 besitzt die Junge Freiheit einen Internet-Auftritt. 2000 gründeten die regelmäßigen Autoren Götz Kubitschek und Karlheinz Weißmann das Institut für Staatspolitik (IfS), das bis 2009 eng mit der Zeitung zusammenarbeitete.
Ab Oktober 1995 war in Österreich eine eigene Wochenausgabe unter dem Titel Zur Zeit erschienen, geleitet vom FPÖ-Politiker Andreas Mölzer. Nachdem bekannt wurde, dass er mit der NPD zusammenarbeitete, kündigte die deutsche Redaktion im September 2007 ihre Kooperation mit dem österreichischen Ableger.
Seit 2004 vergibt die Junge Freiheit zusammen mit Ingeborg Löwenthal, seit 2007 in Kooperation mit der „Förderstiftung Konservative Bildung und Forschung“ (FKBF), den Gerhard-Löwenthal-Preis.
Nach einem Bericht von Welt.de im März 2017 stieg die Auflage der Jungen Freiheit im letzten Quartal 2015 zu Beginn der Flüchtlingskrise 2015 um rund 16 %. Dieser Trend setzte sich 2016 fort, während die Auflagen vieler Printmedien sanken. Laut demselben Bericht sind neun von zehn Lesern der Jungen Freiheit Männer; das Durchschnittsalter liege bei knapp unter 60 Jahren. Drei Jahre nach der Gründung der AfD im Februar 2013 verzeichnete die JF bei der verkauften Auflage ein Plus von fast 25 Prozent.
Die britische Wochenzeitung The Economist schrieb 2016 unter der Überschrift „German Conservatives: Politisch inkorrekt“ über den Aufschwung der Jungen Freiheit im Zusammenhang mit dem Aufstieg der AfD und schloss mit der Bemerkung, „die Präsenz einer rechten Stimme in der deutschen Medienlandschaft ist Teil des Weges des Landes zu einer politischen Normalität.“
Ergänzt wird die Printausgabe mittlerweile durch ein Video-Format namens JF-TV. Alle ein bis zwei Monate veröffentlicht JF-TV einen Film auf dem Youtube-Kanal der JF.
2020 initiierte die JF eine „Petition für Demokratie“, in der sie die Aufnahme von Flüchtlingen aus dem abgebrannten Lager Moria ablehnte. Diese Petition wurde nach Eigenangaben der JF bis Ende Januar 2021 knapp 25.000 Mal unterschrieben.

## Selbstverständnis
Die Junge Freiheit sieht sich als „eine der letzten überregionalen, verlagsunabhängigen Zeitungen Deutschlands“. Man leiste einen Beitrag „zur Vergrößerung der Vielfalt und Lebendigkeit der demokratischen Meinungsbildung“ und wolle „die große kulturelle und geistige Tradition der deutschen Nation in Ehren“ halten und so „die politische Emanzipation Deutschlands und Europas und die Bewahrung der Identität und der Freiheit der Völker der Welt“ erreichen. Die Zeitung beruft sich auf vier Grundwerte: „Nation, Freiheitlichkeit, Konservatismus, Christentum“. Man begegne „religiöser Indifferenz durch einen festen christlichen Standpunkt“, der „einen deutlichen Vorrang“ erhalte. Ein sozialwissenschaftlicher Fachbegriff wie Gruppenbezogene Menschenfeindlichkeit wurde im Oktober 2016 in der Jungen Freiheit als „Kampfbegriff“ bezeichnet, als „Erneuerung, Ausweitung und gewollte Verunklarung der älteren und stumpf gewordenen Kampfbegriffe ‚Ausländerfeindlichkeit‘ und ‚Rassismus‘“ sowie als „Gummibegriff für den Pauschalverdacht“.
Eine interne Kontroverse gibt es hinsichtlich der Selbstverortung zu einer „Neuen Rechten“. Während Chefredakteur Dieter Stein den Begriff „Neue Rechte“ bereits 1989 im eigenen Blatt kritisierte und ab 2005 den Begriff ausdrücklich als für seine Ziele untaugliches „Phantom“ und Fremdzuschreibung ablehnte, wird der Begriff von anderen Autoren der Zeitung verwendet. Stein kritisierte wiederholt die Autoren, die den Begriff als Selbstbeschreibung bejahen. Dies wird von verschiedenen Politikwissenschaftlern allerdings unterschiedlich bewertet. Laut Stefan von Hoyningen-Huene etwa verortete Stein die Junge Freiheit in einem programmatischen Artikel aus dem Jahre 1995 politisch innerhalb der Konservativen und „Neuen Rechten“. Sie könne, so Stein, durch das Besetzen und Prägen von Begriffen sowie Bestimmen der Fragen, über die in Medien und Gesellschaft diskutiert werde, allmählich Themen verändern und eine politisch-kulturelle Hegemonie erringen; dies sei ihre langfristige Aufgabe. Auch Wolfgang Gessenharter und Helmut Fröchling lasen aus Steins angeführtem Artikel heraus, dass sich die Zeitung weiterhin als das entscheidende Organ der „Neuen Rechten“ interpretieren würde. Rainer Benthin schließlich bezieht sich auf Aussagen Steins anlässlich des 15-jährigen Bestehens der Zeitung im Jahr 2001. Stein betonte im Rückblick, „dass die deutsche Neue Rechte mit ihrem Forum Junge Freiheit in der Tat eine eigenständige Deutungskultur und Gegen-Öffentlichkeit begründen wollte, in der Nationale Identität das Kernthema gewesen sei“.
Nach der Rechtschreibreform von 1996 verwendet die Junge Freiheit weiterhin die unreformierte Schreibung.

## Aufbau und Themenbereiche
Die Junge Freiheit deckt das für politisch-kulturell orientierte Wochenzeitungen übliche Themenspektrum ab. Die Titelseite kommentiert aktuelle Ereignisse aus Autorensicht. Es folgen die Rubriken Meinung, Im Gespräch, Politik, Wirtschaft & Umwelt, Hintergrund, Kultur, Literatur, Geschichte & Wissen, Forum, Leserforum, Zeitgeist & Medien. Das Online-Archiv enthält sämtliche Artikel ab April 1997.
Die Seite „Im Gespräch“ enthält jeweils ein Interview mit einer Person der Zeitgeschichte. Dabei beziehen sich diese Interviews und weitere Artikel der Folgeseiten oft ebenfalls auf Tagesthemen der Titelseite, so dass Kommentare dazu ein großes Gewicht erhalten.
Zu besonderen Ereignissen gibt es teils umfangreiche Sonderbeilagen. Am 8. Mai 2005 dokumentierten Zeitzeugenberichte auf 20 Seiten verschiedene Wahrnehmungen des Kriegsendes am selben Tag 1945. Am 20. Juli 2007 erinnerten 28 Seiten an die „Helden der Nation“ (Dieter Stein), die das gescheiterte Attentat vom 20. Juli 1944 durchgeführt hatten. Artikel und Interviews aus Sonderbeilagen veröffentlicht der Verlag ebenfalls in Buchform.

## Auflage
Die Auflage der Jungen Freiheit erhöhte sich von 8.425 Exemplaren im Jahr 1998 auf 30.812 Exemplare im Jahr 2018. Damit hat sie im Gegensatz zu den meisten deutschen Zeitungen ihre Auflage in dieser Zeit deutlich erhöhen können. Zuletzt wurden 28990 Exemplare verkauft. Der Anteil der Abonnements an der verkauften Auflage liegt bei 64,5 Prozent.
Entwicklung der verkauften Auflage
Die zur Anzeige dieser Grafik verwendete Erweiterung wurde dauerhaft deaktiviert. Wir arbeiten aktuell daran, diese und weitere betroffene Grafiken auf ein neues Format umzustellen. (Mehr dazu)
1998 bis 2007 Verlagsangaben, 2008 bis 2022 IVW, jeweils viertes Quartal (Details auf ivw.eu)

## Autoren und Redakteure
Von den zehn Hauptautoren, die 1990 die Junge Freiheit Verlag GmbH gründeten, waren 2017 noch drei bei der Zeitung aktiv. Verlagsgründer Martin Schmidt verließ die Zeitung und sitzt heute für die AfD im Landtag von Rheinland-Pfalz. Auch Hans-Ulrich Kopp, ein extrem rechter Burschenschafter, verließ die „Junge Freiheit“ aus Protest nach einem Streit über den Redakteur Andreas Molau.
Zu den Pionieren gehörte auch Peter Kienesberger, ein Österreicher der für eine Abspaltung Südtirols kämpfte. In den 1960er Jahren wurde er von einem Florenzer Gericht nach dem Anschlag an der Porzescharte mit vier Toten in Abwesenheit zu lebenslänglicher Freiheitsstrafe verurteilt. Er war bis zu seinem Tod 2015 Mitgesellschafter der Jungen Freiheit Verlag GmbH. Götz Kubitschek war von 1995 bis 1997 Redakteur der JF. Ebenso schrieb Ellen Kositza für das Blatt.
Tätigkeiten von Lokal- oder Landespolitikern für die „Junge Freiheit“ führten nach ihrem Bekanntwerden einige Male zu Rücktrittsforderungen. Peter D. Krause (CDU) wurde im April 2008 zum Kultusminister in Thüringen berufen, erklärte jedoch am 5. Mai 2008 seinen Verzicht auf das Amt, nachdem seine frühere Tätigkeit als Redakteur und Autor für die „Junge Freiheit“ und andere Zeitungen am rechten Rand des Meinungsspektrums und seine widersprüchlichen Aussagen dazu bundesweit auf Kritik gestoßen waren. Als Gründe für seinen Verzicht nannte er unter anderem: „In meine Privatsphäre wird in einer üblen Art und Weise eingegriffen, die ich nicht länger bereit bin zu ertragen.“ Weiterhin kritisierte er, dass Deutschland von einer freien, demokratisch-gefestigten Gesellschaft und einer offenen, fairen Diskurskultur noch entfernt sei und dass es in der Kampagne gegen ihn „offenkundig um bedrohte Machtansprüche“ gehe.
Auch der langjährige (von 1987 bis 2013) CSU-Bundestagsabgeordnete Norbert Geis schreibt regelmäßig Kommentare für die „Junge Freiheit“.
Hinrich Rohbohm, seit 2008 Fraktionsvorsitzender der CDU Jork, war damals zugleich festangestellter Redakteur. Er lehnte die von CDU-Mitgliedern im Landkreis Stade seit Januar 2009 geforderte Aufgabe dieser Tätigkeit und Distanzierung von kritisierten Aussagen in seinen Artikeln ab. Am 3. Oktober 2009 trat er deswegen aus der CDU aus.
Dem katholischen Priester Georg Alois Oblinger, der zehn Jahre Kolumnist der Jungen Freiheit war, wurde 2012 durch den Augsburger Bischof Konrad Zdarsa diese Tätigkeit untersagt.
Karlheinz Weißmann ist Kolumnist der Jungen Freiheit.

## Liste von Autoren, die vereinzelt beitrugen
Für die Junge Freiheit schrieben vereinzelt folgende Autorinnen und Autoren: Angelika Barbe, Felix Dirsch, Ronald Gläser, Lothar Höbelt, Hans-Jürgen Irmer, Birgit Kelle, Klaus Kelle, Volker Kempf, Vera Lengsfeld, Martin Lohmann, Matthias Matussek, Heinz Klaus Mertes, Dirk Meyer, Werner Patzelt, Erika Steinbach, Beatrix von Storch und Billy Six.

## Interviewpartner
Die Junge Freiheit führt regelmäßig Interviews mit bekannten Autoren, Vertretern verschiedener Medien, Verbände und Parteien. Einige Interviews, zum Beispiel mit Udo Voigt (NPD) und Jamal Karsli 2002 sowie Rolf Hochhuth 2005, wurden vor allem wegen darin geäußerter Inhalte kritisiert.
Einige der Interviewten wurden öffentlich dafür kritisiert, dass sie als Angehörige demokratischer Parteien durch ihr Gespräch mit dem Blatt diesem zu erwünschtem Ansehen und Leser-Zustrom verholfen hätten und ihre Aussagen von der Redaktion in andere Kontexte gestellt und so für deren Ziele missbraucht würden. Manche, wie etwa die Sozialdemokraten Egon Bahr, Peter Glotz und Christoph Zöpel, verteidigten jedoch ihre Interviews, andere erklärten, ihnen sei eine bestimmte Tendenz der Jungen Freiheit unbekannt gewesen. Heinz Buschkowsky, Bezirksbürgermeister des Berliner Bezirks Neukölln (SPD), bedauerte das Interview nachträglich und entschuldigte sich dafür gegenüber den Abgeordneten seines Bezirks.
2001 gab der israelische Schriftsteller Ephraim Kishon anlässlich seiner Nominierung für den Literaturnobelpreis der Jungen Freiheit ein Interview und rechtfertigte das Gespräch mit den Worten, sie (= die JF) seien „‚rechtsgerichtet‘, weil sie nicht ‚linksgerichtet‘ sind“.
2003 äußerte der CSU-Bundestagsabgeordnete Wolfgang Götzer in einem Interview mit der Jungen Freiheit, Antifaschismus sei „ein Kampfbegriff des Linksextremismus“, der dazu diene, „von der eigenen totalitären Ideologie abzulenken […], um das bürgerliche Lager zu vereinnahmen und letztlich matt zu setzen“.
Der Zentralrat der Juden in Deutschland beschloss nach einem abgedruckten Interview seines Mitglieds Charlotte Knobloch 2000, „rechtsgerichteten Medien“ künftig keine Interviews mehr zu geben. Der Landesparteitag der Berliner SPD beschloss am 26. November 2005, „nicht oder nicht mehr mit der Jungen Freiheit zusammenzuarbeiten und ihr insbesondere keine Interviews zu geben.“ Der SPD-Bundesvorstand gab 2005 eine von Niels Annen und Sebastian Edathy initiierte Broschüre zum Umgang mit Rechtsextremismus heraus, in der eine „strikte Trennlinie“ zu rechtsextremem Gedankengut gefordert wird: Daher dürfe es „keinerlei Beiträge oder Interviews für extrem rechte Zeitschriften geben. Dies gilt insbesondere für Blätter wie die Junge Freiheit und Criticón, die sich damit als demokratisch legitimieren wollen.“ Eine ähnliche Broschüre der Konrad-Adenauer-Stiftung (KAS) kritisierte die Interview-Absage der SPD als „nicht überzeugend“, da sie ebenfalls nichtextreme Zeitungen betreffe.

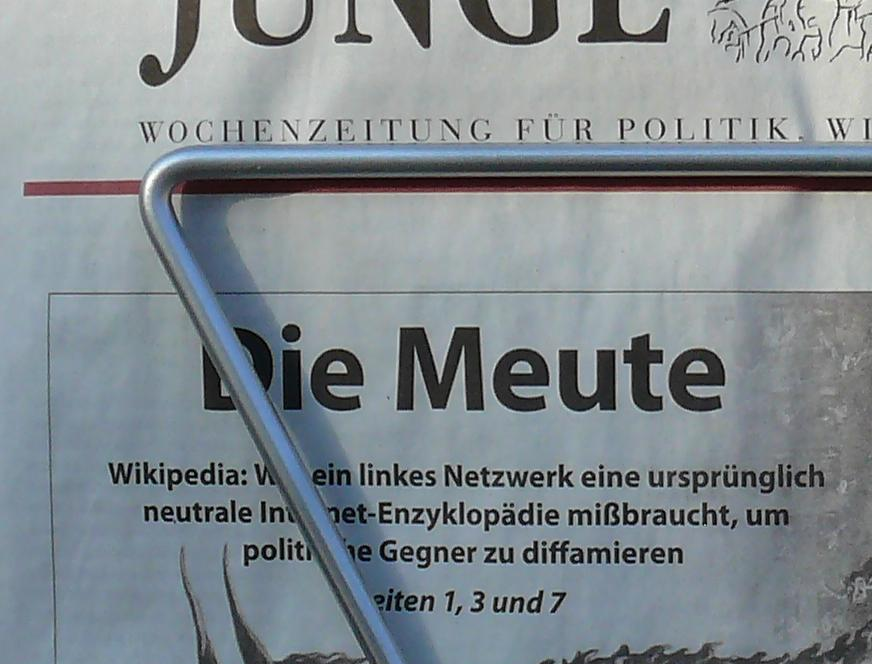
Junge Freiheit kritisiert Teile der Wikipedia-Autorenschaft im Juni 2011

Im Mai 2011 gab Altbundespräsident Roman Herzog der JF ein Interview, in dem er die Arbeitsweise der EU kritisierte.
Im Februar 2012 veröffentlichte die Brandenburger CDU-Vorsitzende Saskia Ludwig in der Jungen Freiheit eine Denkschrift mit einem Bekenntnis „zum Konkreten, wie unserer Nation, unserer Herkunftslandschaft und unseren Familien“. Im September 2012 wurde Ludwig für einen JF-Artikel kritisiert, in dem sie die Arbeitsweise der brandenburgischen Presse angeprangert hatte. Nach einer daraufhin von ihr selbst gestellten gescheiterten Vertrauensfrage in der CDU-Fraktion trat sie als Fraktions- und Parteivorsitzende zurück.  Breiten Widerspruch erntete Ludwig auch, nachdem sie im März 2017 der Jungen Freiheit mit Alexander Gauland (AfD) ein gemeinsames Interview in Form eines Streitgesprächs gegeben hatte. Darin kritisierte sie CDU-Abgeordnete, die „Merkels Kurs folgen, obwohl sie ihn nicht gutheißen“, und warnte vor einer „nicht mehr rückgängig zu machende[n] Umwandlung unseres Landes in eine multikulturelle Einwanderungsgesellschaft“.
Im Dezember 2011 erschien ein Interview mit André Kapke aus dem Umfeld des Nationalsozialistischen Untergrunds (NSU), in dem die Radikalisierung der rechtsextremen Szene in Jena in den 1990er Jahren thematisiert wurde.
Im März 2017 gab die ZDF-Moderatorin Dunja Hayali der JF ein Interview, in dem sie sich für einen „offenen Dialog“ miteinander ungeachtet der unterschiedlichen politischen Positionen aussprach.

## Verhältnis zur AfD
Redakteure und Autoren der „Junge Freiheit“ waren verschiedentlich für konservative, rechte und rechtsextreme Parteien aktiv. Seit Gründung der AfD bestehen jedoch besondere Bezüge zu dieser Partei. Alexander Gauland sagte noch als brandenburgischer AfD-Landesvorsitzender: „Wer die AfD verstehen will, muss die ,Junge Freiheit‘ lesen.“
Insbesondere nach politischen Großereignissen, welche die Wählerschaft der AfD besonders mobilisieren, wurden mehr Probe-Abos der „Junge Freiheit“ abgeschlossen, so im September 2015 auf dem Höhepunkt der Flüchtlingsdebatte, nach Übergriffen in der Kölner Silvesternacht, nach den Attentaten in Nizza, Würzburg und Ansbach. Mehrere ehemalige Autoren der Zeitung waren später Sprecher oder Abgeordnete bei der AfD. Einige Redakteure wechselten auch direkt, wie Marcus Schmidt (Sprecher der Brandenburger AfD-Fraktion) und Ronald Gläser (seit 2016 AfD-Abgeordneter im Berliner Abgeordnetenhaus).
Im Richtungsstreit zwischen dem völkischen Flügel und dem national-konservativen Lager innerhalb der AfD positionierte sich Stein Ende 2020 mit seinem Medium bei den Nationalkonservativen. Daraufhin wurde er von den anderen neurechten Medienorganen Sezession (Götz Kubitschek) und compact (Jürgen Elsässer) scharf kritisiert.
Zuletzt finanzierte der Verlag die Petition "Nein! zum AfD-Verbot! JA! zur Demokratie!" durch Online-Werbung mit 13.700 € und erzielte mit seinen Top-Bannern bis zu 6 Millionen Seitenabrufe.

## Rezeption

### Sozial-/Politikwissenschaft
Seit etwa Anfang der 1990er Jahre ist die Zeitung Gegenstand von Forschungsarbeiten in unterschiedlichen gesellschaftswissenschaftlichen Disziplinen.
Wolfgang Gessenharter prägte 1992 in der wissenschaftlichen Debatte zur Einordnung der JF den Begriff Scharnierfunktion. Das Blatt versuche im publizistischen Bereich „in typischer Scharnierfunktion ihre Ideologie zwischen Konservativismus und Rechtsextremismus zu plazieren“. Im Jahr 2007 wies er auf eine durchgehende, mit dem deutschen Grundgesetz unvereinbare Orientierung der „Jungen Freiheit“ an Carl Schmitt hin, der einer der führenden Staatsrechtler in der Zeit des Nationalsozialismus war. Laut Gessenharter gebe es eine Kontinuität der Aussagen in von Redakteuren verfassten Artikeln aus den Jahren 1995 und 2007, die im Ergebnis eine „bewusste Relativierung der unantastbaren Menschenwürde“ bedeute. Im Juni 2008 betonte er, dass die JF seit Jahren zwar sämtliche direkten Anklänge an den Rechtsextremismus vermeide, jedoch ein zweifelhaftes Verhältnis zu den Menschenrechten pflege. Daher müsse „jeder, der sich mit dieser Zeitung gemein macht, wissen, dass er damit einer gefährlichen Relativierung des Grundgesetzes Vorschub leistet“.
Armin Pfahl-Traughber prägte 1992 die Begriffe Brücken-Funktion und Brückenspektrum. Die JF sei das publizistisch erfolgreichste Projekt im Brückenspektrum. Des Weiteren beschreibt er die Zeitung seit 1999 als Bestandteil der Neuen Rechten, die er als intellektuellen, inhomogenen Teil des Rechtsextremismus einordnet. Sie strebe eine „Erosion der Abgrenzung“ zwischen demokratisch-konservativen, rechtsradikalen und rechtsextremen Positionen an, die rechtsextreme Positionen aufwerte, sie bekannter mache und so objektiv dazu beitrage, „Konzeptionen einer populistischen Stimmungsdemokratie mit einem starken Mann an der Spitze durchzusetzen“. Zudem betreibe die JF, so Pfahl-Traughber, „manipulative Umdeutungen des Geschichtsbildes“. Offenbar gehe es ihr darum, „mit einer insgesamt wohlwollenderen Perspektive auf die NS-Vergangenheit den ‚staatspolitischen Lebensnerv der Bundesrepublik‘ zu treffen“.
Gemäß Richard Stöss (2000) kann die JF zu einem Brückenspektrum zwischen dem (neuen und alten) Rechtsextremismus und dem Konservatismus gezählt werden. Im Zuge einer Belebung der Diskussion über die Tragfähigkeit des Begriffs neue Rechte durch eine vermeintliche Intellektualisierung des Rechtsextremismus sei die Junge Freiheit zeitweise zum Synonym für neue Rechte avanciert.
Astrid Lange kam 1993 nach Auswertung von 50 rechten und rechtsextremen Presseerzeugnissen in Deutschland zu dem Schluss, dass die „Junge Freiheit“ ein Sammelbecken der Neuen Rechten sei; vor allem Ungleichheitsvorstellungen würden von der Zeitschrift gefördert, sie wende sich gegen den Pluralismus sowie gegen Meinungs- und Glaubensfreiheit. Die Zeitschrift publiziere Positionen, die anprangerten, dass in den deutschen Medien nicht die Einschränkung der Meinungsfreiheit gefordert werde, was ein Indiz für die fehlende Liberalität und ein Ausdruck der Gleichschaltung der Medien sei.
Helmut Kellershohn, Vorstandsmitglied im DISS, sah die Redakteure der JF 1994 als „Exponenten einer breiten Strömung im Übergangsfeld zwischen Rechtsextremismus und Rechtskonservatismus“. Die Redaktion sei vor allem von deutschen Vertriebenenverbänden und Burschenschaftern geprägt, also gerade nicht von jungen, „neuen“ Rechten. 2007 bekräftigte er seine Sicht, die JF versuche durch Themenwahl und Themenbeschreibung bisher als „konservativ“ geltende politische Positionen allmählich in Richtung eines „völkischen Nationalismus“ zu verschieben und diesen als konservative Normalität auszugeben.
Als Organ der Neuen Rechten bezeichnen die Zeitung seit den 1990er Jahren etwa Thomas Pfeiffer, Alexander Ruoff, Andreas Speit und andere. Einer der Gründe für diese Einordnung seit 1992/93 sei eine häufige positive Bezugnahme führender Autoren der JF auf antidemokratische Autoren in der Weimarer Republik, die seit 1950 als Vertreter einer „Konservativen Revolution“ zusammengefasst werden. Pfeiffer sieht darin das Propagieren einer „Kulturrevolution von Rechts“ im Sinne einer Themenbestimmung, die die gesellschaftliche Diskussion zu nationalistischen, nicht mit dem Grundgesetz in Einklang stehenden Positionen hin verlagern soll, etwa bei einem Hauptautor der JF, Alain de Benoist.
Uwe Backes erwähnte die „Junge Freiheit“ 2001 im Zusammenhang mit „intellektuellem Rechtsextremismus“. Sie sei jedoch weit vom selbst gesteckten Ziel einer kulturellen Hegemonie entfernt. Sie habe sich seit 1994 „politisch mäßigen, den Informationsgehalt erhöhen und hartnäckige Verfechter eines nationalistischen Kampfjournalismus entlassen“ müssen, um mehr Leser zu gewinnen. 2003 siedelte er sie „in einer Grauzone zwischen rechtsextremer Szene und demokratischer Mehrheitskultur“ an. Er merkte dabei an, in ihr sei ein „Meinungsspektrum vertreten“, bei dem ihm für eine Beobachtung durch den Verfassungsschutz die „größten Skrupel“ kämen.
Rainer Benthin konstatierte 2004 in einer Übersichtsarbeit, dass die JF als zentrales Forum für eine „Neue Rechte“ in Deutschland gelte. Zwar sei sie nicht mit dieser identisch, biete jedoch allen relevanten neurechten Diskursen, Strategiedebatten sowie tagespolitischen Aktivitäten eine Plattform. Daher könne sie als „authentische Stimme und bewegungsnahes Medium“ der „Neuen Rechten“ charakterisiert werden. In Übereinstimmung mit der Forschungsliteratur, so Benthin, lasse sich die JF als Bindeglied zwischen demokratischer und radikaler Rechter charakterisieren.
Steffen Kailitz ordnete die JF als „Zeitungsprojekt“ der „Neuen Rechten“ ein und beschrieb sie 2004 als Blatt, in dessen Umfeld „Begriff und Gedankengut des Jungkonservatismus“ eine Wiederbelebung erfuhren. In der JF sah er diese Richtung vor allem durch Dieter Stein und den ehemaligen Redakteur Roland Bubik repräsentiert.
Albert Scherr sah die JF 2006 im „Grenzbereich zwischen politisch und verfassungsrechtlich unbedenklichen sowie diesbezüglich hoch problematischen Positionen“. Sie suche eine „taktisch kluge Balance“ zwischen den „Elementen eines anspruchsvollen und seriösen Journalismus einerseits, einer deutlich geschichtsrevisionistischen, völkisch nationalistischen, fremdenfeindlich und kulturrassistisch akzentuierten Positionierung andererseits“.
Der Sozialphilosoph und JF-Autor Günter Rohrmoser sah 2006 bei Kritikern der JF eine Tendenz zur „Hetzjagd“ aus dem Geiste einer „gängigen antifaschistischen Sprachregelung“, nach der Differenzierungen kaum vorgenommen und „liberalkonservativ bis ganz rechts“ ineinander übergehen würden. Er sah mediale Ausschließungsmechanismen, die auf einer „Uminterpretation des Begriffes von Demokratie“ beruhten.
Gabriele Nandlinger zufolge weisen „Experten“ der JF eine „Scharnierfunktion zwischen dem rechtskonservativen und dem rechtsextremen Spektrum“ zu, die „auch Vertretern der extremen Rechten ein Podium“ biete. Mit Interviews mit angesehenen Persönlichkeiten verschiedener politischer Richtungen wolle das Blatt „den Geruch der Rechtslastigkeit durch den Anschein überparteilicher Seriosität übertünchen“.
Michael Pechel untersuchte 2007 über 30 zwischen 2000 und 2007 von Redaktion, Haupt- und häufigen Gastautoren verfasste JF-Artikel zu Themen der Zeitgeschichte. Nach Ansicht von Pechel zeige sich in diesen Beiträgen ein „zutiefst rückwärtsgewandtes“ Geschichtsbild, das eine „offene Flanke zum Geschichtsrevisionismus“ aufweise. Die JF vertrete einen aus der Weimarer Zeit bekannten Kulturpessimismus, der eine Zerstörung von Nation und Nationalstolz behaupte. Sie laste diese der 68er-Bewegung, Hedonismus, Überfremdung, Multikulturalismus und einer „neurotischen“ Vergangenheitsbewältigung der NS-Zeit an. Zudem stelle sie die deutsche Gedenkkultur als „Zivilreligion des Holocaust“ dar, die einen „deutschen Selbsthass“ geschaffen und das Gedenken an „Opfermut“ und „Heldentum“ deutscher Soldaten in den Weltkriegen unmöglich gemacht hätte. Obwohl sich die Redaktion von Holocaustleugnung distanziere, stelle die JF Holocaustleugner als Justizopfer dar und attestiere ihren Schriften Wissenschaftlichkeit, indem sie mit ihrer Kampagne gegen den § 130 StGB deren öffentliche Diskussion fordere. JF-Autoren wie Stefan Scheil und Alfred Schickel rechtfertigten in ihren Artikeln manche Verbrechen der Wehrmacht, versuchten sie durch Verschweigen und Umdeuten historischer Tatsachen zu „entkriminalisieren“ und zu relativieren. Die häufige Darstellung des alliierten Luftkriegs von 1944/45 als lange geplante Vernichtung, polnischer Kriegspläne von vor 1939 oder „Polemiken gegen eine angebliche von den Alliierten nach Kriegsende verordnete Kollektivschuld“, die bis heute keine Trauer über deutsche Opfer zulasse, dienten einer Täter-Opfer-Umkehrung hinsichtlich der NS-Zeit, so Pechel. Diese Thesen würden ohne Widerspruch seitens der JF-Redaktion von Rechtsextremisten aufgegriffen und geteilt.
Eckhard Jesse erklärte in einem Zeitungsinterview im Jahre 2008 zur Entwicklung der JF, dass diese zwar „vor zehn Jahren in einer Art Grauzone angesiedelt“ gewesen sei; inzwischen gehöre sie „im Kern zum demokratisch-konservativen Spektrum mit einigen Facetten nach Rechtsaußen“. Im von Uwe Backes und Alexander Gallus ebenfalls im Jahr 2008 herausgegebenen Buch Demokratie in Deutschland: Diagnosen und Analysen wird die JF durch Jesse hingegen als umstritten charakterisiert. Es sei ihr bis dato nicht gelungen, „aus dem Bereich der lunatic fringe herauszukommen“. Ihr Kurs sei „auch heute noch nicht klar demokratisch-konservativ, obwohl rechtsextreme Publizisten wie Hans-Ulrich Kopp und Andreas Molau aus der Redaktion ausgeschieden sind“.
Werner Patzelt meinte 2008 in einem Radiointerview, dass es gelungen sei, „in der deutschen Öffentlichkeit die Vorstellung durchzusetzen, dass die Junge Freiheit so etwas wie die Deutsche Nationalzeitung, ein wirklich rechtsextremistisches Kampfblatt sei“, und dass derjenige, der sich in der „Jungen Freiheit“ publizistisch äußere, im politischen Diskurs der Bundesrepublik „als ein zu Ächtender“ gelte, da er sich damit auf die Seite der Rechtsradikalen stellen würde. Dies sei „auf die Dauer für unsere politische Kultur nicht heilsam“. Seit 2015 ist Patzelt selber Leitartikler der Jungen Freiheit.
Andreas Ruppert nannte das Blatt 2009 ein „Scharnier“ zwischen rechtsradikalen und bürgerlich-konservativen Lesern. Das zurückhaltende Vorgehen habe jedoch zum Verbot der Beobachtung durch den Verfassungsschutz geführt. Indem Interviewpartner aller politischen Richtungen gewonnen werden konnten, falle es nicht auf, wenn ebenfalls Antisemiten zu Wort kämen oder Holocaustleugner verteidigt würden. Indem die Interviewpartner Äußerungen, die rechtsextrem sind, selbst verantworten, würden die Zeitschrift und ihr Herausgeber geschützt. Der Buchdienst der Zeitschrift vertreibe de Benoists Schriften, vermeide jedoch jede äußere Zusammenarbeit mit rechtsextremen Parteien. Ohne die EU grundsätzlich abzulehnen, wende sich die Zeitschrift gegen eine weitgehende Preisgabe eigenstaatlicher Rechte. Die Option der JF sei eine Neue Rechte, die sich nicht mehr aus dem Lager alter oder neuer Nationalsozialisten herleite.
Thomas Gesterkamp ordnete die JF 2010 als „publizistische(s) Aushängeschild des Rechtskonservatismus“ ein, das unter anderem Positionen antifeministischer Männerrechtler in „plumpe(r) SM-Symbolik“ und drastisch illustrierten Artikeln vertrete.
JF-Autor Felix Dirsch, der den Begriff Neue Rechte generell als auf falschen Prämissen beruhend ablehnt, ordnete die JF 2012 einer „neuen konservativen Intelligenz“ zu, die sich deutlich vom rechtsextremen Lager unterscheide.
Laut Britta Schellenberg galt die JF 2013 „in der Forschung als zentrales Forum einer ‚Neuen Rechten‘ in Deutschland.“
Für den Politikwissenschaftler Gideon Botsch (2017) ist die JF das „publizistische «Flaggschiff» und «Vorzeigeprojekt» der so genannten Neuen Rechten“. Die Zeitung habe „zu einer Form der Umwegkommunikation“ gefunden, „die es erlaubte, Holocaust-Leugnung und NS-Verherrlichung zu vermeiden – aber dennoch den verbreiteten Wunsch nach Normalisierung der Vergangenheit und Relativierung der NS-Verbrechen für die eigene nationalistische Agenda zu instrumentalisieren“. Die JF wolle den Eindruck erwecken, es gebe auf diesem Feld „eine Art offizielle Geschichtserzählung, in deren Rahmen kritische Fragen nicht erwünscht wären.“ Zuvor bezeichnete er die JF als Scharnierorgan zwischen „Nationalkonservatismus und extremer Rechter“. 2020 schrieb Botsch, die JF, die „mit den traditionalistischen Strömungen innerhalb beider Kirchen verbunden ist“, habe „jahrelang eine spezifische Form eines nationalistisch grundierten christlichen Antisemitismus mitentwickelt“. Grundlage sei „nicht die Leugnung des Holocausts, sondern die Stilisierung der deutschen Erinnerungskultur zur säkularen Ersatzreligion“.
Für die Gender- und Erziehungswissenschaftlerin Juliane Lang wähnte sich die JF – als Beispiel für „rechtsoffene“ Zeitungen – „von Beginn an als Stimme des organisierten Antifeminismus“, indem sie regelmäßig Interviews und Beiträge prominenter Antifeministen veröffentliche.
Der Politikwissenschaftler Patrick Keßler bezeichnete die JF 2018 als „Scharnierorgan“, als Verbindungsstück, „um den Rechtsextremismus mit anderen Bereichen der Gesellschaft zu verknüpfen“.
Die Theologin Kristin Merle schrieb über die JF 2019, dass sie ein Medium der intellektuellen neuen Rechten und Scharnierorgan zwischen der rechten Szene und Wertkonservativen sei, die mit „personellen Überschneidungen“ arbeiten würde. Für die Zeitschrift würden sowohl Autoren aus dem traditionalistischen katholischen Spektrum als auch Redakteure der Nachrichtenagentur idea, die wiederum der Deutschen Evangelischen Allianz nahestehe, schreiben.
Nach Christian Fuchs und Paul Middelhoff ist die publizistische Linie der JF in Teilen so schrill und reaktionär wie die Äußerungen aus der AfD, mit der die Zeitschrift mittlerweile eng verbunden ist.
Der Sozialwissenschaftler Samuel Salzborn nannte in der JF geäußerte Behauptungen von „Flüchtlinge[n] als Waffe“ für politische Interessen, von einem Zustand „unter geistiger Besatzung“, einer angeblichen „Gesinnungsdiktatur“ an Universitäten, „zeitgeistige[n] Denkverbote[n]“ oder eines „stickigen Zwangskonsenses“ als Beispiel für eine Verschwörungskampagne innerhalb des rechten Lagers und für die „hermetische Wahnwelt rechtsextremen Denkens“.
Christopher Fritzsche und Juliane Lang (2020) werteten JF-Beiträge zur Debatte um die gleichgeschlechtliche Ehe aus. Unter anderem schrieb die JF in diesem Zusammenhang von einer „einflußreichen  Homosexuellen-Lobby [und den] eng verbundenen Grünrotlinke[n]“. Laut Fritzsche/Lang verstehen die JF-Autoren „die Auseinandersetzungen damit [...] als ,Kampf ums Ganze' und verleihen konkreten Schritten rechtlicher Anerkennung und Sichtbarmachung sexueller und geschlechtlicher Vielfalt eine weitergehende Bedeutung“. Zu der Argumentation der JF, dass „in einer gleichgeschlechtlichen Verbindung die Generationenfolge nicht möglich“ sei, schreiben Fritzsche/Lang, hierbei werde „auf eine Blutslinie und damit auf ein dezidiert völkisches Verständnis einer (Abstammungs-)Gemeinschaft abgehoben“.

### Geschichtswissenschaft
Der Historiker Volker Weiß (2017) ordnet die JF der nationalkonservativen Strömung innerhalb der Neuen Rechten zu. Konkret vertrete das Blatt „die jungkonservative Tradition der sog. Konservativen Revolution“. Weiß grenzt die JF dabei ab etwa 2010 von den neurechten Kreisen um die Zeitschriften Sezession und Blaue Narzisse ab, welche er nach einer zunehmenden Radikalisierung im Neofaschismus verortet. Anders die beiden Letzteren, beharre die JF auf einer schärferen Abgrenzung zur NPD sowie zu den italienischen Neofaschisten der CasaPound.
Weiß sieht die Distanzierung der JF von den explizit revisionistischen Thesen Armin Mohlers zur Shoa 1994 als taktisch bedingt an, denn „anstatt den Holocaust selbst infrage zu stellen, erachtete man es für geschickter, ihn entweder zu ignorieren oder seine historische Bewertung zu hinterfragen und ihn mit anderen Massenverbrechen gleichzustellen“. Die Zeitschrift verteidige zudem den Kurs des ungarischen Ministerpräsidenten Viktor Orbán gegen jede Kritik und beziehe sich positiv auf Alexander Dugin, den Theoretiker der russischen extremen Rechten und Vertreter des Konzepts des Neo-Eurasismus.
Der Historiker André Postert (2020) bescheinigte der JF, sie gebe „eine[r] AfD mit bürgerlichem Markenkern“ den Vorzug, weil sie sich von dieser Strategie verspreche, „in Wahlen zu Einfluss zu kommen und so Druck auf die CDU zu erzeugen“.
Der Historiker Peter Longerich bezeichnet die JF als wichtigstes Organ der Neuen Rechten und attestiert ihr, antisemitische Themen aufzugreifen, wenn diese auch nicht im Vordergrund stünden. Als Beispiele nennt er die Behauptungen, es gäbe eine „jüdische Dominanz“ in verschiedenen Bereichen, eine „Israel-Lobby“ wäre übermächtig, ebenso der Zentralrat der Juden in Deutschland, und das öffentliche Gedenken an den Holocaust stehe der Entwicklung eines „gesunden“ Nationalbewusstseins entgegen.

### Verfassungsschutz
Mitte der 1990er Jahre veranlassten rechtsextreme Tendenzen in einigen JF-Leserkreisen und die Nähe einiger Redakteure zur Partei Die Republikaner die Verfassungsschutzbehörden der Bundesländer Nordrhein-Westfalen und Baden-Württemberg, die Zeitung zu beobachten. Der Landesverfassungsschutzbericht Nordrhein-Westfalens erwähnte die JF erstmals 1994, da „tatsächliche Anhaltspunkte für den Verdacht rechtsextremistischer Bestrebungen“ existieren würden. Das Bundesamt für Verfassungsschutz (BfV) erwähnte sie erstmals in seinem Bericht für 1995. Verfassungsschutzberichte Baden-Württembergs erwähnten sie seit 1997, erklärten sie jedoch erst 2000 offiziell zum Beobachtungsobjekt.
Die Berichte Nordrhein-Westfalens und Baden-Württembergs ordneten die Zeitung bis 2005 als „Scharnier“ zwischen Konservatismus und Rechtsextremismus ein und begründeten dies mit Beispielen für rechtsextreme Argumentationsmuster bei Redaktion und Stammautoren. Die JF sei ein wichtiges Sprachrohr für die Bemühungen von Neuen Rechten und Rechtsextremisten, im konservativen Lager und unter Intellektuellen Fuß zu fassen. Sie benutze Beiträge und Interviews von Personen aus dem demokratischen Spektrum als Beiwerk und Tarnung, um ihr Image zu verbessern und damit Werbung für sich zu machen.
Das Bundesamt für Verfassungsschutz fand nur „vereinzelt“ Beiträge von rechtsextremen Autoren in der JF, und im Verfassungsschutzbericht 2004 des Bundes wurde festgestellt, dass die JF „selbst nicht Gegenstand der nachrichtendienstlichen Beobachtung durch das BfV“ sei. Allerdings vertrat das BfV die Ansicht, dass Redakteure und Stammautoren „gängige rechtsextremistische Argumentationsmuster oder positive Kommentare zu rechtsextremistischen Organisationen, Personen oder Publikationen“ bedienen würden. „Besonderes Augenmerk scheint die JF auf die Relativierung der deutschen Schuld am Zweiten Weltkrieg zu legen“.
Der Hamburger Verfassungsschutzpräsident Heino Vahldieck sah Baden-Württembergs und Nordrhein-Westfalens Einordnung der JF 2004 „allein auf weiter Flur“. Der Verfassungsschutz Bayerns erklärte 2005, die JF habe zwar Artikel von und Interviews mit Rechtsextremisten veröffentlicht, habe jedoch „zum größten Teil keinen extremistischen Inhalt“, und folgerte:

„Angesichts der Tatsache, dass als Interviewpartner oder Autoren fast ausschließlich Personen aus dem demokratischen Spektrum fungieren, ist die Junge Freiheit in der Gesamtschau als rechtskonservatives Blatt am rechten Rand des demokratischen Spektrums einzuordnen.“

Die JF führte einen jahrelangen Rechtsstreit gegen ihre Einordnung durch den Verfassungsschutz Nordrhein-Westfalens. Nach ihrer Verfassungsbeschwerde, vertreten durch den ehemaligen Generalbundesanwalt Alexander von Stahl als Prozessbevollmächtigter, hob das Bundesverfassungsgericht (BVerfG) am 24. Mai 2005 die bisherigen Urteile nordrhein-westfälischer Verwaltungsgerichte mit Verweis auf die Pressefreiheit auf. Nach diesem Junge-Freiheit-Urteil hätten die VS-Berichte tatsächliche Anhaltspunkte für verfassungsfeindliche Bestrebungen der JF nicht ausreichend dargelegt. Es verwies die Streitsache mit der Vorgabe, erneut zu prüfen, ob die Berichterstattung der JF mit dem Grundrecht der Pressefreiheit vereinbar sei, an das Verwaltungsgericht Düsseldorf zurück. Daraufhin verzichteten die Streitgegner am 23. Juni 2006 auf ein erneutes Verfahren. Der Verfassungsschutz von Nordrhein-Westfalen zog eine die JF betreffende Passage aus seinem Jahresbericht für 2005 zurück.
Ein ähnlicher Rechtsstreit der JF mit dem baden-württembergischen Verfassungsschutz (2000 bis 2004) endete am 7. Juli 2006 ebenfalls durch Vergleich. Der Verfassungsschutz Baden-Württemberg kündigte jedoch an, die Zeitung weiter zu beobachten. Am 28. Juli 2006 erklärte das Amt NRW zu dem Gesamtvorgang, es behalte sich weitere Beobachtung der JF vor mit der Begründung: „Hinter ihrem gemäßigten Duktus verbergen sich oft antidemokratische und fremdenfeindliche Konzepte.“
Laut einer Analyse des Bayerischen Landesamtes für Verfassungsschutz für den Zeitraum vom Mai 2023 bis Juli 2024 zählt die Website der Jungen Freiheit zu einer Liste von Medien, von denen einzelne Artikel durch einen ein russisches Narrativ verbreitenden Akteur weiterverbreitet wurden (Doppelgängerkampagne). Eine ältere Fassung der Analyse, in der es hieß, diese Websites würden „Nachrichten passend zum russischen Narrativ verbreiten“, wurde nach Kritik an dieser Aussage zurückgezogen.

### Publizistik und Politik
Publizisten und Politiker beurteilen die JF unterschiedlich. Nach Meinung Anton Maegerles aus dem Jahr 2003 strebt sie nach einer „Diskursfähigkeit im politischen Raum“. 2016 schrieb er, die JF habe sich im „Laufe der Jahre […] deutlich gemäßigt“, sie gelte jedoch „weiterhin als wichtiges Projekt der Neuen Rechten bzw. ihrer jungkonservativen Strömung“. Sie wolle „nicht nur Zeitung sein, sondern auch ein politisches Projekt, Vorfeldorgan und Forum einer Bewegung“. Die JF, so Maegerle, lege „Wert auf ein bürgerlich-konservatives Erscheinungsbild“, sie stehe „aber immer wieder außerhalb des von ihr eingeforderten demokratischen Konservatismus“. Mathias Brodkorb (SPD) hielt die JF im Jahr 2008 für nicht rechtsextrem, diese Einschätzung jedoch für „keinesfalls unumstritten“. Heribert Seifert (Neue Zürcher Zeitung) zufolge zeigt die „oft überrissene Aufregung“ über die JF die engen Grenzen für eine national-konservative Publizistik in Deutschland. Es dominiere in der öffentlichen Auseinandersetzung mit der JF ein im Grunde vergangenheitspolitisch motivierter Verdacht, der ohne gute Gründe auskomme und sich seiner ganz sicher sei.
Focus-Mitherausgeber Helmut Markwort sagte 2001 über die JF, für ihn, sei „die Junge Freiheit ein Medium, das innerhalb des demokratischen Systems“ stehe.
Stephan Braun (SPD) bezeichnete die JF 2011 als Leitmedium der „Neuen Rechten“.
Daniel Erk und Stefan Schirmer von der Wochenzeitung Die Zeit sahen 2015 in der JF eine „Werkstatt für rechtskonservative Argumentationsmuster“, die Redaktion lehne im Grunde „eine offene, tolerante Gesellschaft […] weiterhin ab.“
Für Lucius Teidelbaum (haGalil) (2016) ist die JF „trotz aller Mäßigung und der Selbstdarstellung als ‚konservativ‘ […] grundsätzlich deutschnational und bis heute ein Teil der extremen Rechten“. 2023 schrieb er, dass ein mittlerweile „leise[r] Kurs der JF [...] weitgehend unbemerkt und kritiklos zu verlaufen“ scheine, da Medien, Politik und Wissenschaft „viel stärker auf die lauter auftretende radikale ‚Neue Rechte‘“ schauten. Der JF gelinge „es so weitgehend unbemerkt, punktuell Einfluss über ihr Kern-Milieu hinaus zu erlangen, besonders wenn sich ihr konservative Medien“ bei der Berichterstattung anschlössen.
Die Journalistin und Publizistin Liane Bednarz bestritt, dass die JF, laut deren Eigendefinition, lediglich ein konservatives Blatt sei. Die Redaktion überschreite regelmäßig die Grenzen nach rechts und wer von „Genderwahn“ und „Homolobby“ schreibe, sei nicht mehr konservativ.
Andreas Speit und Konrad Litschko zufolge macht die Zeitung zwar „keinen Hehl aus ihrer Nähe zur AfD“; sie gehe mit dem parteiinternen „Flügel“ jedoch „durchaus hart ins Gericht, weil dieser die gesellschaftliche Akzeptanz der Partei im Gesamten gefährde“.
Roger de Weck bezeichnet die JF als „Zentralorgan der Reaktionäre in der Bundesrepublik“.
Dunja Hayali, die der JF 2017 ein Interview gegeben hatte, was von vielen kritisiert worden war, sagte 2021, dass die Zeitung nach ihrer Einschätzung „damals nicht so völkisch, so nationalistisch, so rechtsaußen wie heute“ gewesen sei. Aktuell würde sie „mit diesem Blatt nicht reden“.
Hans Demmel warf der JF vor, sie zeichne von Medien „ein Zerrbild“, nachdem die Zeitung geschrieben hatte, in Berlin verstünden sich die „Medien anders: als Betreuer für die Menschen, die gesünder essen, klimabewusster leben, politisch korrekter reden und gegen rechts kämpfen wollen. Tun sie das nicht, werden mediale Entrüstungsstürme entfacht, Abweichler an den Pranger gestellt“. Zugleich schüre sie mit Titeln wie „Corona und die totalitäre Herrschaft“ Ängste.
Philipp Bovermann attestierte der JF, dass diese „immer wieder mit verschwörungsmythologischen Motiven“ spiele.

### Sekundärliteratur
Einträge in Nachschlagewerken
- Rainer Fromm: Am rechten Rand. Lexikon des Rechtsradikalismus. Mit Beiträgen von Barbara Kernbach und Hans-Gerd Jaschke, 2. aktualisierte Auflage, Schüren, Marburg 1994, ISBN 3-89472-104-9, S. 109–112 (siehe: Junge Freiheit (JF)).
- Jens Mecklenburg (Hrsg.): Handbuch deutscher Rechtsextremismus (= Antifa-Edition). Elefanten-Press, Berlin 1996, ISBN 3-88520-585-8, S. 414–416 (siehe: Junge Freiheit (JF)).
- Britta Schellenberg: Junge Freiheit (seit 1986). In: Wolfgang Benz (Hrsg.): Handbuch des Antisemitismus. Judenfeindschaft in Geschichte und Gegenwart. Band 6: Publikationen. Im Auftrag des Zentrums für Antisemitismusforschung der Technischen Universität Berlin. De Gruyter Saur, Berlin [u. a.] 2013, ISBN 978-3-11-025872-1, S. 387–389.
- Bernd Wagner (Hrsg.): Handbuch Rechtsextremismus: Netzwerke, Parteien, Organisationen, Ideologiezentren, Medien (= rororo aktuell. 13425). Rowohlt, Reinbek bei Hamburg 1994, ISBN 3-499-13425-X, S. 171–173 (siehe: Junge Freiheit (JF)).

Monografien / Sammelbände
- Stephan Braun, Ute Vogt (Hrsg.): Die Wochenzeitung „Junge Freiheit“ – Kritische Analysen zu Programmatik, Inhalten, Autoren und Kunden. VS, Wiesbaden 2007, ISBN 978-3-531-15421-3.
- Martin Dietzsch, Siegfried Jäger, Helmut Kellershohn, Alfred Schobert: Nation statt Demokratie: Sein und Design der „Jungen Freiheit“ (= Edition DISS, Bd. 4). 2. unveränderte Auflage, Unrast, Münster 2004, ISBN 3-89771-733-6.
- Helmut Kellershohn (Hrsg.): Das Plagiat. Der völkische Nationalismus der jungen Freiheit. Duisburger Institut für Sprach- und Sozialforschung, Duisburg 1994, ISBN 3-927388-44-0.
- Helmut Kellershohn (Hrsg.): „Die Deutsche Stimme“ der „Jungen Freiheit“. Lesarten des völkischen Nationalismus in zentralen Publikationen der extremen Rechten (= Edition DISS, Bd. 23). Unrast, Münster 2013, ISBN 978-3-89771-752-7.
- Klaus Kornexl: Das Weltbild der Intellektuellen Rechten in der Bundesrepublik Deutschland. Dargestellt am Beispiel der Wochenzeitschrift Junge Freiheit (= Beiträge zur Politikwissenschaft, Bd. 9). Herbert Utz Verlag, München 2008, ISBN 3-8316-0761-3.
- Stefan Kubon: Die bundesdeutsche Zeitung „Junge Freiheit“ und das Erbe der „Konservativen Revolution“ der Weimarer Republik. Eine Untersuchung zur Erfassung der Kontinuität „konservativ-revolutionärer“ politischer Ideen. (= Spektrum Politikwissenschaft, Band 35). Ergon, Würzburg 2006, ISBN 3-89913-527-X (zugl. Diss., Univ. Augsburg, 2005).
- Alexander Ruoff: Verbiegen, verdrängen, beschweigen. Die Nationalgeschichte der „Jungen Freiheit“. Auschwitz im Diskurs des völkischen Nationalismus. Unrast Verlag, Münster 2001, ISBN 3-89771-406-X.
- Regina Wamper: Das Kreuz mit der Nation. Christlicher Antisemitismus in der Jungen Freiheit (= Edition DISS, Bd. 18). Unrast, Münster 2008, ISBN 978-3-89771-747-3.

Beiträge in Sammelbänden
- Margarete Jäger, Siegfried Jäger: Der „konservative Revolutionär“ bei der Schreibtisch-Arbeit. Feinanalyse eines typischen Artikels aus der extrem rechten Jungen Freiheit. In: Ders.: Deutungskämpfe: Theorie und Praxis kritischer Diskursanalyse (= Medien – Kultur – Kommunikation). VS Verlag für Sozialwissenschaften, Wiesbaden 2007, ISBN 978-3-531-15072-7, S. 183–213.
- Helmut Kellershohn: Das Doppelspiel der Jungen Freiheit am Beispiel der Hohmann-Affäre. In: Stephan Braun, Daniel Hörsch (Hrsg.): Rechte Netzwerke – eine Gefahr. VS Verlag für Sozialwissenschaften, Wiesbaden 2004, ISBN 3-8100-4153-X, S. 79–94.
- Ludger Klein, Bernd Simon: ‘Doing it for Germany’. A study of Die Republikaner and Junge Freiheit. In: Bert Klandermans, Nonna Mayer (Hrsg.): Extreme Right Activists in Europe: Through the Magnifying Glass. Routledge, New York [u. a.] 2006, ISBN 0-415-35827-2, S. 151–171.
- Felix Krebs: Mit der Konservativen Revolution die kulturelle Hegemonie erobern. Das Zeitungsprojekt Junge Freiheit. In: Jean Cremet, Felix Krebs, Andreas Speit: Jenseits des Nationalismus. Ideologische Grenzgänger der „Neuen Rechten“ – Ein Zwischenbericht (= Reihe antifaschistischer Texte, Bd. 4). Unrast Verlag, Münster 1999, ISBN 3-928300-94-6, S. 53–89.
- Michael Puttkamer: „Jedes Abo eine konservative Revolution“. Strategie und Leitlinien der ‚Jungen Freiheit‘. In: Wolfgang Gessenharter, Thomas Pfeiffer (Hrsg.): Die neue Rechte – eine Gefahr für die Demokratie? VS Verlag für Sozialwissenschaften, Wiesbaden 2004, ISBN 3-8100-4162-9, S. 211–220.
- Matthias Weber: Zeitschriftenporträt: Junge Freiheit. In: Uwe Backes, Eckhard Jesse (Hrsg.): Jahrbuch Extremismus und Demokratie. 14. Jahrgang (2002), Nomos, Baden-Baden 2003, ISBN 3-7890-8254-6, S. 203–226.